# Pierre-Augustin
Pierre-Augustin est un prénom composé formé de Pierre et de Augustin.
- Pour l'ensemble des articles sur les personnes portant ce prénom, consulter :
  - la liste des articles dont le titre commence par ce prénom
  - les listes produites par Wikidata : Liste des personnes de prénom « Pierre-Augustin » — même liste en incluant les éventuels prénoms composés qui contiennent « Pierre-Augustin ».

Il est notamment porté par : 
- Pierre-Augustin Caron de Beaumarchais ;
- Pierre-Augustin Béclard (1785-1825), médecin et anatomiste français ;
- Pierre-Augustin Berthemy (1778-1855 ), général français de la Révolution et de l’Empire ;
- Pierre-Augustin Boissier de Sauvages (1710-1795), naturaliste et lexicographe français ;
- Pierre-Augustin Boyer (1821-1896), libraire-éditeur français ;
- Pierre-Augustin Faudet (1798-1873), théologien français ;
- Pierre-Augustin Godart de Belbeuf (1730-1808), prélat français, dernier évêque d’Avranches ;
- Pierre-Augustin Guys (1721-1799), négociant français de Marseille, voyageur et écrivain ;
- Pierre-Augustin Hulin (1758-1841), général français de la Révolution et de l’Empire ;
- Pierre-Augustin Laboreys de Château-Favier (1748-1821), homme politique français.
- Pierre-Augustin Lefèvre de Marcouville (1723-1790), avocat et dramaturge français ;
- Pierre-Augustin Moncousu (1756-1801), officier de marine français ;
- Pierre-Augustin Robert, vicomte de Saint Vincent et de Fessard (1725-1799), magistrat français, opposant à la Révolution française ;
- Pierre-Augustin Vallier (1763-1846), homme politique français.